# Odus
Odus is een vliegengeslacht uit de familie van de roofvliegen (Asilidae).

## Soorten
- O. anushae (Richter, 1963)
- O. elachypteryx (Loew, 1871)
- O. fragilis Lehr, 1986